# Alexij (Voronov)
Alexij (světským jménem: Alexandr Voronov; 1861 – 1919) byl ruský duchovní Ruské pravoslavné církve, biskup volčanský a vikář charkovské eparchie.

## Život
Narodil se roku 1861.
Navštěvoval Vilenský duchovní seminář, který dokončil roku 1885. Poté byl přijat na Petrohradskou duchovní akademii. Po dokončení studií byl roku 1889 postřižen na monacha se jménem Alexij. Následně byl rukopoložen na jeromonacha. Začal působit jako dozor nad Cholmským duchovním učilištěm.
Od 15. července 1892 byl rektorem Černihivského duchovního semináře s povýšením na archimandritu.
Dne 4. února 1895 se stal rektorem Vjatského duchovního semináře. Dne 13. března 1895 byl z důvodu nemoci ze všech funkcí odvolán.
Následně se stal představeným Meleckého monastýru na Volyni. Během období jeho vedení monastýr zbohatl a vzkvétal.
Z iniciativy metropolity charkovského Antonije (Chrapovického) byl jmenován biskupem volčanským a třetím vikářem charkovské eparchie. Dne 27. října 1918 se na Ukrajině konala jeho biskupská chirotonie.
Začátkem prosince 1919 ustoupil spolu s Bělogvardějci a dalšími biskupy do Jižního Ruska, do tábora generála Antona Ivanoviče Děnikina.
Onemocněl tyfem[nepřesný odkaz] a pohřben byl v Novorossijsku. Podle protopresbytera Georgije Šavelského zemřel v Novočerkassku. Podle dalších zdrojů zemřel na území současné Ukrajiny.